# Andrei Zviàguintsev
Andrei Petrovitx Zviàguintsev (rus: Андрей Петрович Звягинцев; n. Novosibirsk, 6 de febrer de 1964) és un director de cinema i actor rus.

## Trajectòria
Andréi Zviáguintsev va concloure els seus estudis, el 1984, a la Escola d'actors de Novosibirsk. Els seus inicis van estar lligats a treballs d'actor en teatres de província. Va treballar com a extra a sèries de televisió (Goriàtxev i altres, 1992 - 1994), Búdem znakomi (Encantat de conèixe'l, 1999), Kaménskaia (Mort i una mica d'amor) i en llargmetratges com Kotiónok/A Kitten (1996) i Xirli-Mirli (1999)).
Més endavant, la productora independent REN TV el va contractar com a director. I Zviàguintsev va dirigir diversos episodis de la sèrie de televisió La cambra obscura, la qual cosa li va obrir les portes a la direcció de llargmetratges.
La seva primera pel·lícula, Vozvrasxènie (El retorn, 2003), va obtenir un gran èxit i va rebre nombrosos premis, inclosos el Lleó d'Or i el Premi Luigi de Laurentis a la millor opera prima del Festival Internacional de Cinema de Venècia, el Premi Fassbinder a la millor pel·lícula revelació dels Premis del Cinema Europeu, i va rebre el Premi especial del Jurat a Gijón, així mateix en 2003. En 2005 es va publicar a Espanya un llibre sobre aquesta, Díptics, de Zacarías Marco, traduït al rus en 2007.
La seva segona pel·lícula, Izgnanie (El desterrament, 2007), va ser presentada al Festival Internacional de Cinema de Canes. El seu actor principal, Konstantín Lavrónenko (Константин Лавроненко), va obtenir el premi al millor actor.
En 2011 va estrenar Elena, pel·lícula presentada en la secció Un Certain Regard del Festival de Cannes, on va obtenir el Premi especial del Jurat; també va guanyar a l'abril de 2012 una estatueta Nika (equivalent a Rússia al Oscar, que atorga l'Acadèmia d'Arts Cinematogràfiques d'aquest país) com el millor director.
En 2014 va guanyar, conjuntament amb Oleg Neguin, el Premi del Festival de Cannes al millor guió per la pel·lícula Leviatan.
En 2017 va guanyar el Premi del Jurat del Festival de Cannes per la pel·lícula Neliúbov (Sense amor).
El seu cinema ha estat comparat a vegades amb el d'Andrei Tarkovski.

## Filmografia
- Чёрная комната (Txornaia kómnata), 2000, Sèrie de TV (The Black Room)
- Возвращение (Vozvrasxènie, el retorn), 2003
- Изгнание (Izgnanie, El desterrament), 2007
- New York, I Love You (segment "Apocrypha", 2009)
- Елена (Elena), 2011
- Левиафан (Leviafán, Leviatan), 2014
- Нелюбовь (Neliúbov, Desamor), 2017[5]

## Premis i distincions
Festival Internacional de Cinema de Canes
| Any  | Categoria                              | Pel·lícula | Resultat  |
| ---- | -------------------------------------- | ---------- | --------- |
| 2011 | Premio del Jurado de Un Certain Regard | Elena      | Guanyador |